# Codlea
Codlea (în dialectul săsesc Zäöeden, în germană Zeiden, în maghiară Feketehalom, în latină Cidium) este un municipiu în județul Brașov, Transilvania, România.
În anul 2011 avea o populație de 21.708 locuitori.

## Istorie
Primele urme omenești atestate pe teritoriul Codlei de astăzi datează din Epoca Bronzului (2000-1500 î.Hr.) și aparțin Culturii Schneckenberg (Dealul Melcilor), printre acestea numărându-se o serie de morminte cu sarcofage de piatră.
Între anii 1211-1225 în Țara Bârsei se aflau Cavalerii Teutoni. Pentru apărarea țării, aceștia au ridicat 5 cetăți, printre care și Cetatea Neagră (Schwarzburg) pe un vârf de deal, de 980m, aflat la poalele Măgurii Codlei. Cetatea se afla la așa-zisul „Sachsenweg” (drumul sașilor), drum care lega Țara Bârsei  de Provincia Sibiului. Cetatea a fost menționată prima dată în documente în anul 1265 sub denumirea „castro Feketewholum” (cetatea de pe Dealul Negru). După retragerea teutonilor cetatea a intrat sub ocrotirea regelui maghiar Béla al IV-lea al Ungariei, mai târziu a lui Ștefan al V-lea. În 1335, fortificația a fost demolată de către Carol Robert de Anjou și nu a mai fost reconstruită.
Se presupune că așezarea Codlea a fost fondată de coloniști germani în perioada în care Ordinul Teutonilor mai activa în Țara Bârsei. Localitatea a fost concepută ca sat cu o singura stradă, al cărui centru era reprezentat de o piață cu o biserică. Într-un document emis la 19 noiembrie 1377 localitatea este menționată pentru prima dată ca „Cidinis”. În 1794 Georg Draudt numește ca prima dată, legată de acest loc, anul 1335, când tătarii au distrus Codlea. Pe hotarul Codlei există nume de câmpuri ca Toindorf sau Arlsdorf, probabil nume ale unor sate, distruse de mongoli la sfârșitul seculului al XIII-lea sau începutul secolului al XIV-lea, ale căror pământuri au revenit în cele din urmă Codlei. Codlea reprezenta în evul mediu unul din cele „5 scaune” de judecată din Țara Bârsei, de care ținea și Vulcan și poate localitățile menționate anterior, dar dispărute.
Conduși de preotul paroh Lucas Weygander, locuitorii săi s-au convertit la luteranism. În 1595, secuii s-au adunat aici pentru campania lui Sigismund Báthory în Muntenia. În 1599, așezarea a fost devastată de Mihai Viteazul, iar în 1600 de trupele moldovenești. În 1612 satul a fost ocupat de Gabriel Báthory, iar majoritatea apărătorilor săi au fost executați. La 28 august în același an, brașovenii l-au recucerit prin șiretlic, dar după înfrângerea acestora a fost reocupat de căpitanul István Török. În 1628, un incendiu a distrus cea mai mare parte a orașului. În 1658, tătarii au distrus orașul, dar populația a scăpat în biserica-cetate. Pe 13 aprilie 1704, în timpul răscoalei lui Rákóczi, trupele imperiale au învins armata insurgenților secui conduși Mihály Henter în bătălia de la Codlea.
Prima mențiune a locuitorilor români datează din 1699, pe atunci localitatea fiind locuită de 23 de familii de români. Cartierul românesc, aflat la sud-vest de cel săsesc, a fost inițial dezvoltat separat de acesta, mai apoi unindu-se. Până în 1848, casele românilor erau construite din lemn, cu acoperiș de paie sau șindrilă. La sfârșitul secolului al XIX-lea, mulți dintre locuitorii săi români lucrau la București drept căruțași, iar mulți făceau roți pentru căruțe, ca mai apoi să fie vândute în Vechiul Regat. În jurul anului 1885, tinerii au început să înlocuiască catrința cu o fustă din carton și au început să poarte șaluri de magazin, pălării de mătase și cizme.
În secolul al XVIII-lea, orașul s-a extins în direcția nord-est. În 1760 a obținut permisiune pentru desfășurarea unui târg săptămânal. Sașii au început să construiască din piatră în secolul al XVIII-lea, dar prima generație de case din piatră a urmat în continuare modelul caselor anterioare din lemn, cu o cameră. Din a doua jumătate a secolului, au fost construite case de piatră cu două camere și subsol, cu un fronton ascuțit în locul unui acoperiș boltit. În 1766 era locuită de 500 de familii de sași, 80 de români și 30 de țigani (aceștia erau majoritatea fierari). În 1769 avea 104 membri ai breslei țesătorilor. În 1852, aici lucrau 224 de țesători. Industria textilă a scăzut rapid la sfârșitul secolului: în 1890 mai erau încă patru țesători care lucrau, dar în 1894 succesorul breslei țesătorilor, asociația industrială, a fost desființat, iar până la sfârșitul secolului meșteșugul dispăruse din oraș.
În 1876, odată cu înființarea comitatului Brașov, a fost reclasificat ca un sat mare. Prima farmacie din sat a fost deschisă în 1870. [6] În 1878, frații Hornung au înființat o fabrică de mobilă pentru export în România, care în 1910 producea 120 de scaune, fotolii și umerașe pe zi. În 1879, Johann Horvath a înființat prima fabrică de scule pentru prelucrarea lemnului din Transilvania. În 1881, aici s-a deschis prima grădiniță rurală în Transilvania. În 1903, după Cluj și Sibiu, a fost înființată a treia centrală electrică din Transilvania și a fost introdus iluminatul stradal electric (lămpile cu gaz au fost continuat să funcționeze mult timp în Brașov). Până în 1910 electricitatea fusese instalată în 579 de case. Georg Mieskes a fondat o țesătorie de bumbac în 1912, care a fost urmat de o fabrică cu două, mai apoi trei etaje, cu 83 de mașini de țesut în 1939. [7] Între cele două războaie mondiale, au fost înființate încă șase fabrici de prelucrare a lemnului, o uzină metalurgică, două abatoare și o uzină chimică. [8]
În timpul primului Război Mondial, în anul 1916, după intrarea trupelor române în Transilvania, o parte din sașii Codlei s-au refugiat în Valea Hârtibaciului (Harbachtal) și chiar în Banat. Din rândul sașilor din Codlea au căzut pe front sau au dispărut 101 persoane. 522 de refugiați s-au întors acasă. O placă comemorativă se află în incinta curții bisericii fortificate. La trecerea trupelor române prin Codlea, viceprimarul localității, Michael Königes, a reușit să încheie o înțelegere, preîntâmpinând în felul acesta incendiile și jaful.
Între cele două războaie mondiale, au apărut două noi cartiere în zona sudică a așezării, iar din acest moment floricultura a început să ia amploare. Prima seră a fost construită de pastorul luteran în 1885, iar până în 1924 existau deja opt grădini de flori la 9.000 m2. Tot în perioada interbelică, florile erau de obicei livrate direct clienților din București, Cluj, Oradea și Sibiu. În 1953, serele au fost naționalizate, astfel rezultând compania de stat Sere Codlea. La sfârșitul anilor 1960, sectorul a fost dezvoltat prin construirea de sere noi. În perioada comunistă, 70% din florile cultivate erau garoafe.
În 1939, oficial era încă un sat, în ciuda faptului că avea 26 de întreprinderi industriale cu 1.150 de lucrători, 34 de magazine de condimente, 11 hanuri și 3 hoteluri. În 1938, compania germană I.G. Farben a fondat uzina chimică Colorom. Cu toate acestea, la acea vreme se producea doar vopsea din sulf sau se dizolvau în ea vopsele importate din Germania.
În ianuarie 1945, circa 500 de rezidenți sași au fost deportați în bazinul Donului, dintre care 300 s-au întors până în 1949. Familiile săsești care au rămas acasă au fost private de proprietate de către autoritățile comuniste, iar în 1952 aproximativ 200 de sași au fost găzduiți în Dumbrăveni timp de câțiva ani. În 1950, așezarea a fost declarată oraș. După privarea sașilor de proprietăți, în momentul industrializării, au început să se stabilească români proveniți din Moldova, Oltenia, zona Branului și a Buzăului. Dezvoltarea mai amplă a fabricii Colorom a început în anii 1950. Până în 1970, Colorom devenise cea mai mare fabrică de vopsea din România, cu 2.350 de angajați. Un cartier de blocuri a fost construit pentru lucrătorii săi în zona sud-vestică a orașului, iar lângă ea funcționa un liceu tehnologic specializat pe chimia industrială.
Asociația Zeidner Nachbarschaft (în traducere „Asociația sașilor din Codlea”) a fost fondată în 1953 la Stuttgart.

## Demografie
Componența etnică a municipiului Codlea
     Români (76,84%)
     Romi (3,71%)
     Maghiari (1,63%)
     Alte etnii (0,82%)
     Necunoscută (17%)
Componența confesională a municipiului Codlea
     Ortodocși (71,65%)
     Penticostali (2,59%)
     Romano-catolici (2,01%)
     Creștini după evanghelie (1,93%)
     Alte religii (3,62%)
     Necunoscută (18,21%)
Conform recensământului efectuat în 2021, populația municipiului Codlea se ridică la 20.534 de locuitori, în scădere față de recensământul anterior din 2011, când fuseseră înregistrați 21.708 locuitori. Majoritatea locuitorilor sunt români (76,84%), cu minorități de romi (3,71%) și maghiari (1,63%), iar pentru 17% nu se cunoaște apartenența etnică. Din punct de vedere confesional, majoritatea locuitorilor sunt ortodocși (71,65%), cu minorități de penticostali (2,59%), romano-catolici (2,01%) și creștini după evanghelie (1,93%), iar pentru 18,21% nu se cunoaște apartenența confesională.
0500010.00015.00020.00025.0001930195619661977199220022011populațiePopulația istorică din Codlea
Date: Recensăminte sau birourile de statistică - grafică realizată de Wikipedia

## Politică și administrație
Municipiul Codlea este administrat de un primar și un consiliu local compus din 19 consilieri. Primarul, Paul-Mihai Cîmpeanu[*], de la Partidul Social Democrat, este în funcție din 2020. Începând cu alegerile locale din 2024, consiliul local are următoarea componență pe partide politice:
|  | Partid                          | Consilieri | Componența Consiliului | Componența Consiliului | Componența Consiliului | Componența Consiliului | Componența Consiliului | Componența Consiliului | Componența Consiliului | Componența Consiliului | Componența Consiliului | Componența Consiliului | Componența Consiliului |
|  | ------------------------------- | ---------- | ---------------------- | ---------------------- | ---------------------- | ---------------------- | ---------------------- | ---------------------- | ---------------------- | ---------------------- | ---------------------- | ---------------------- | ---------------------- |
|  | Partidul Social Democrat        | 11         |                        |                        |                        |                        |                        |                        |                        |                        |                        |                        |                        |
|  | Alianța Dreapta Unită           | 2          |                        |                        |                        |                        |                        |                        |                        |                        |                        |                        |                        |
|  | Partidul Ecologist Român        | 2          |                        |                        |                        |                        |                        |                        |                        |                        |                        |                        |                        |
|  | Partidul Național Liberal       | 2          |                        |                        |                        |                        |                        |                        |                        |                        |                        |                        |                        |
|  | Alianța pentru Unirea Românilor | 1          |                        |                        |                        |                        |                        |                        |                        |                        |                        |                        |                        |
|  | Partidul Verde                  | 1          |                        |                        |                        |                        |                        |                        |                        |                        |                        |                        |                        |

## Obiective turistice
- Biserica Evanghelică-Luterană, monument de factură romanică (secolul al XIII-lea), refăcută în stil gotic în secolul al XV-lea. Este înconjurată în secolul al XV-lea cu o puternică incintă punctată de turnuri prismatice[14] (unele in pupitru) și prevăzută cu zwinger [15]. Clopotnița, înaltă de 65 m, cu cele patru clopote se află la sud-est de biserică. În 1794 turnul a primit un coif în formă de bulb de ceapă, specific stilului baroc. La 28 septembrie 1892 pastorul Michael Türk a sfințit cele patru clopote noi (2013 kg, 964 kg, 593 kg și 188 kg). Trei dintre acestea au trebuit predate în 1916 armatei austro-ungare spre a fi topite, parohiei rămânându-i numai cel de-al doilea (ca marime) clopot. În 1923 au fost comandate trei clopote noi [16], care au fost sfințite la 18 martie 1923 de pastorul Johannes Reichart. Clopotul cel mare cântărea 1879 kg, iar cel mijlociu 580 kg. Între 1972-1982 ample lucrări de restaurare, posibile mai ales datorită intervenției voluntare a celor 26 Zeidner Nachbarschaften (vecinătăți ale codlenilor). Așa a apărut în 1972 un „Gemeinschaftsraum” (sală de întîlniri), iar în 1975 fundația „Eduard Morres” pe partea vestică. Pe rând s-a realizat restaurarea zidurilor, a turnului dogarilor și a turnului țesătorilor și în sfârșit între iulie-noiembrie 1982 renovarea cuprinzătoare a clopotniței.
- Biserica Ortodoxă și cimitirul românesc, au fost construite pe locul lor de azi în 1783, cu permisiunea împăratului Iosif al II-lea și cu ajutorul unei donații a negustorului brașovean Ioan Boghici, precum și a contribuțiilor comunității. Cimitirul ortodox s-a extins de mai multe ori în cursul anilor.
- Muzeul Tradițiilor Codlene și al Administrației Publice Locale, a fost inaugurat în 13 mai 2016. Este mai mult decât un proiect local. Prin patrimoniul strâns si expus, Codlea intră în circuitul turistic al Țării Bârsei. Veți avea surpriza plăcută de a descoperi piese de muzeu demne de expoziții naționale.
- Centrul Istoric - reabilitat integral în 2015, din fonduri europene, redă imaginea din urmă cu 100 de ani, când această comună medievală a intrat în modernitate.
- Ștrandul Codlei, este amenajat de Zeidner Verschönerungsverein (asociația codleană pentru înfrumusețare) în anii 1903-1904. Bazinul este alimentat de un izvor al Goldbach-ului (pârâul de aur), a cărui apă are o temperatură constantă de 18 °C. În 1905 este amenajat hanul din pădure [17]. Între 1932 -1936 [18] sub conducerea lui Thomas Dück și datorită intervenției voluntare a tineretului, a corului bărbătesc, a „Nachbarschaften” (vecinătate) și a colectivelor diferitelor întreprinderi este lărgit bazinul la 50 m lungime.

## Primarii orașului
- 1996[19] - 2000 - Dragu Bucur (Independent)
- 2000[20] - 2004 - Dragu Bucur (Independent)
- 2004[21] - 2008 - Popa Alexandru (Independent)
- 2008[22] - 2012 - Popa Alexandru (PDL)
- 2012[23] - 2016 - Muntean Cătălin George (PNL)
- 2016[24] - 2019 - Muntean Cătălin George (PNL) (demisie)
- 2019 - 2020 - Cîmpeanu Paul Mihai (PSD) (interimat)
- 2020[25] - 2024 - Cîmpeanu Paul Mihai (PSD)
- 2024[26] - 2028 - Cîmpeanu Paul Mihai (PSD)

## Personalități
- Petrus Mederus, numele latinizat al lui Peter Meder (1602-1678), poet, profesor, preot, teolog și pedagog
- Albert Ziegler (1888–1946), pilot
- Aurel Bordenache (1902–1987), pictor, sculptor, grafician
- Eduard Morres (1884–1980), pictor
- Michael Königes (1871–1955), scriitor
- Fritz Klein (1888–1945), medic nazist, criminal de război
- Hellmut Ernst (1903-1966), inginer mecanic, doctor honoris causa al Universității Tehnice din München
- Arnold Müll (1906-1989), fotograf, artist
- Edgar Wenzel (1919-1980), actor, dansator
- Cezar Nica (n. 1940), handbalist, dublu campion mondial în 1964 și 1970
- Christian W. Schenk (n. 1951), medic, poet, eseist, (de limbă germană, română, maghiară), traducător trilingv, editor, cetățean de onoare al municipiului Cluj-Napoca
- Georg Aescht (n. 1953), critic literar, publicist, scriitor de limba germană și traducător
- Aurelia Mocanu (n. 1957), critic de artă, jurnalist
- Alexandru Zaharescu (n. 1961), matematician
- Simona Popescu (n. 1965), scriitor
- Wilhelm Schabel⁠(de)[traduceți] (n. 1973), profesor universitar
- Bogdan Coșa (n. 1989), scriitor

## Orașe înfrățite
- Remseck am Neckar, Germania, din 2018

## Galerie de imagini

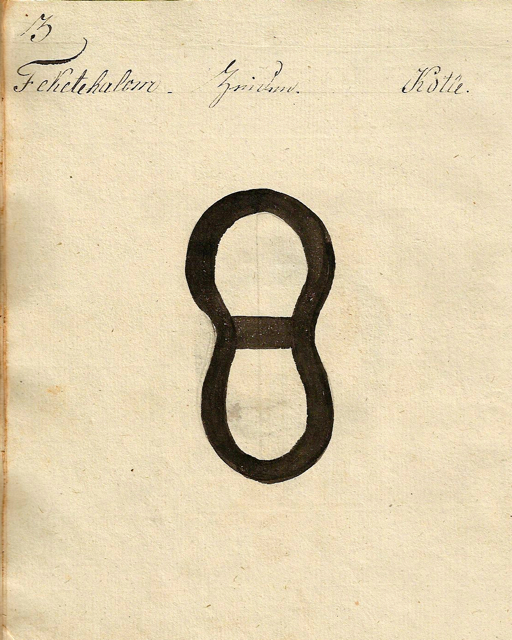
1826 - Danga pentru vitele din Codlea
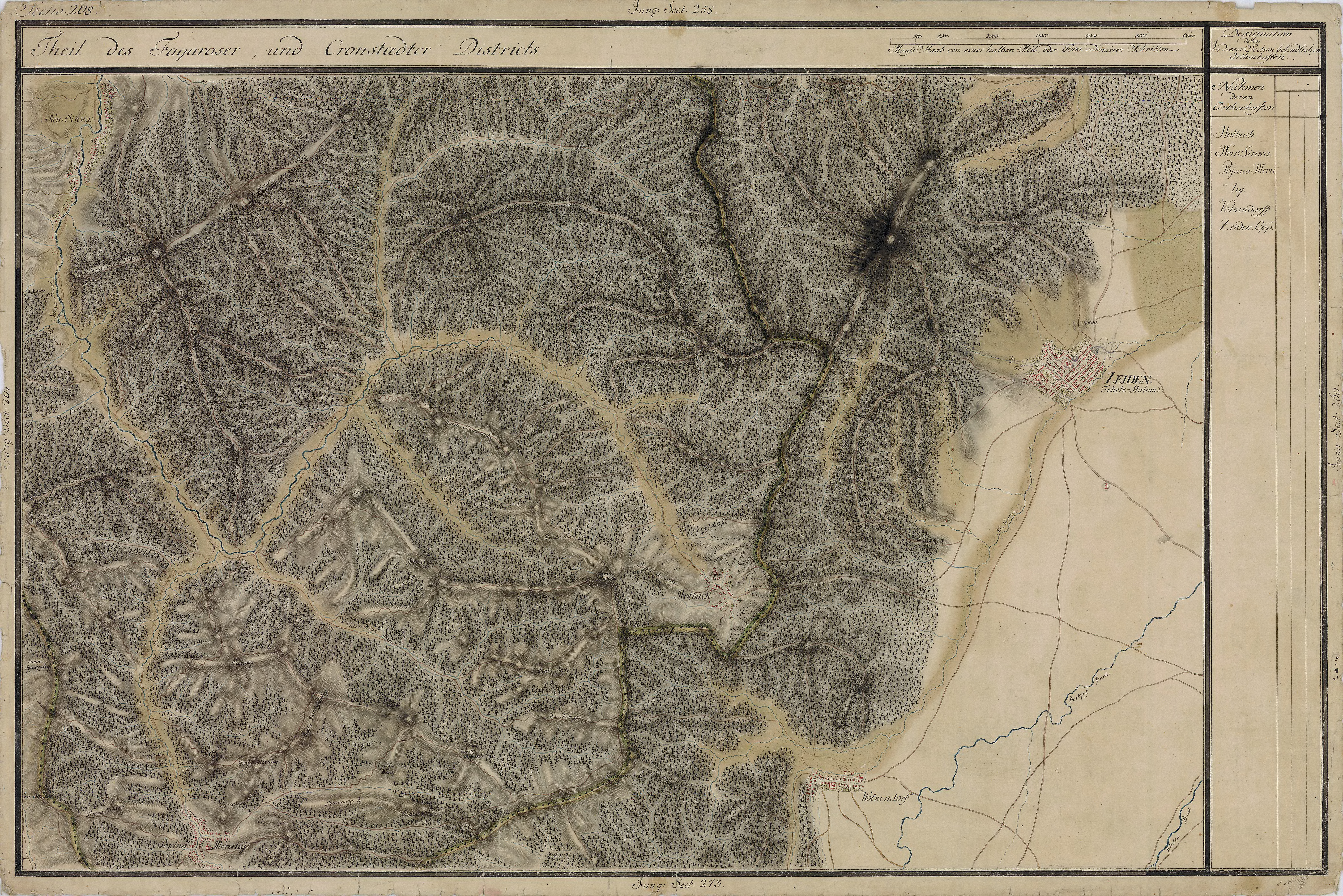
Codlea în Harta Iosefină a Transilvaniei, 1769-1773
Spre centru, din direcția Brașov (1928)
Spre centru, din direcția Brașov
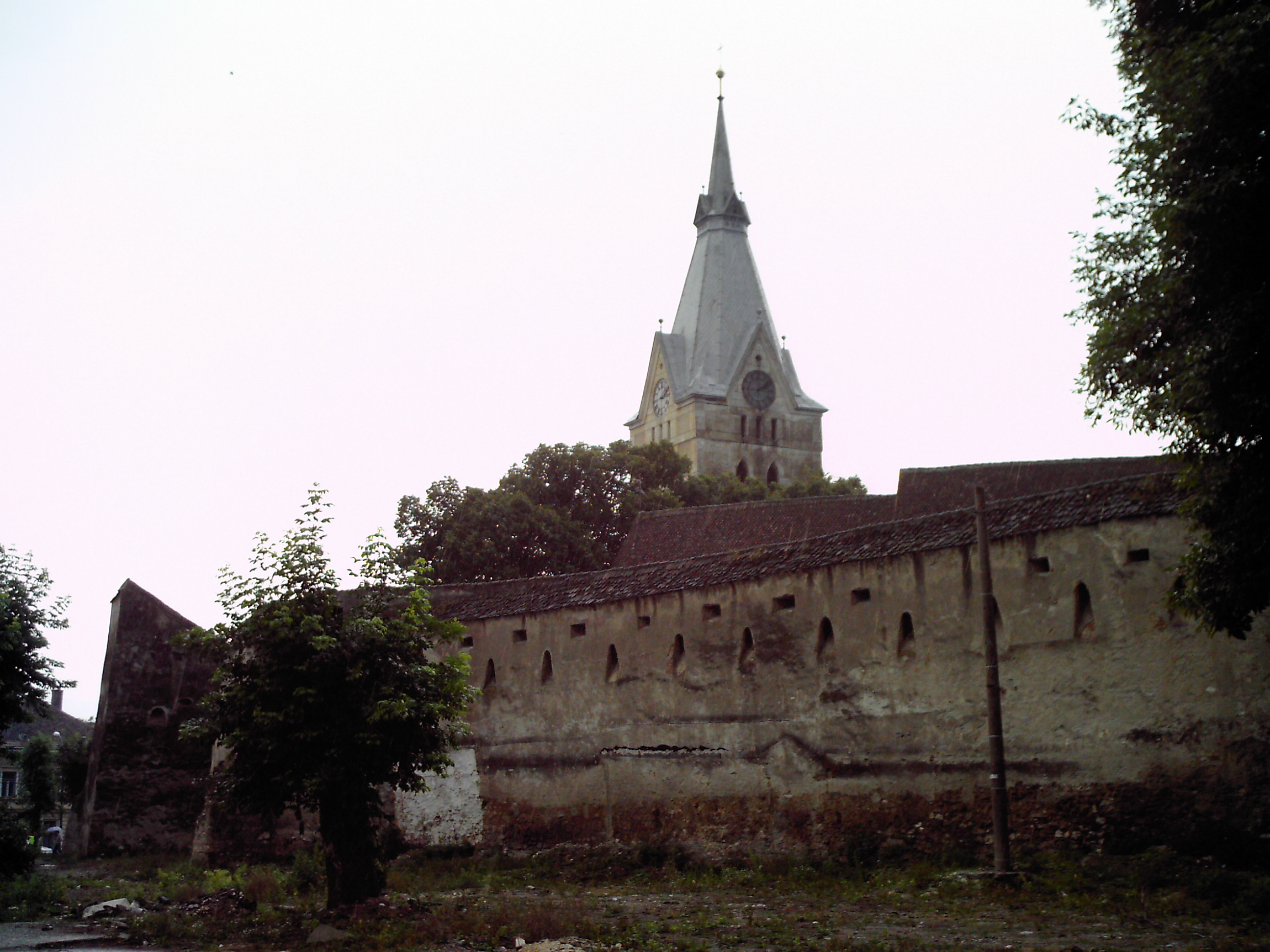
Biserica evanghelică fortificată din Codlea
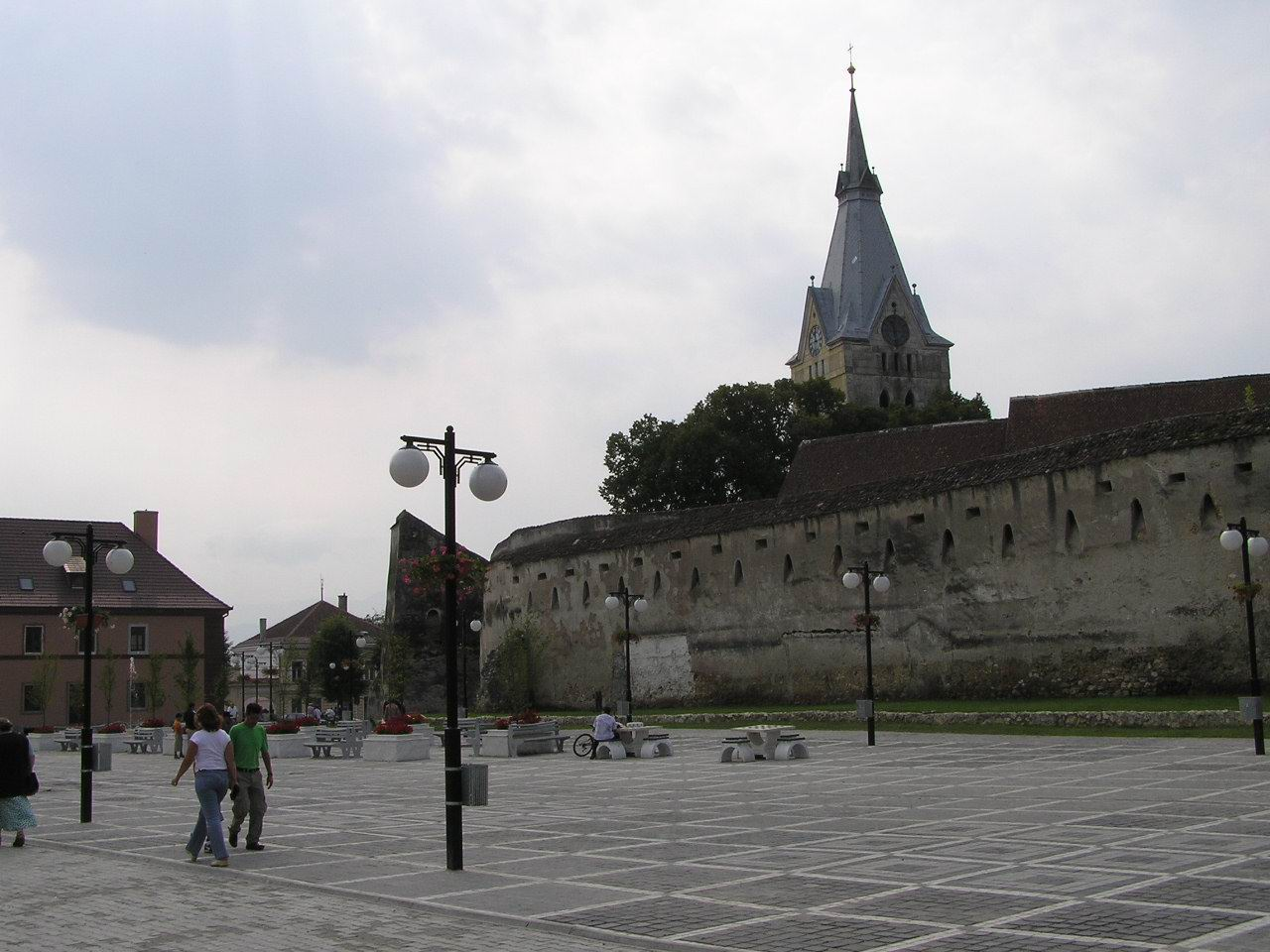
Noul centru, în spatele bisericii evanghelice
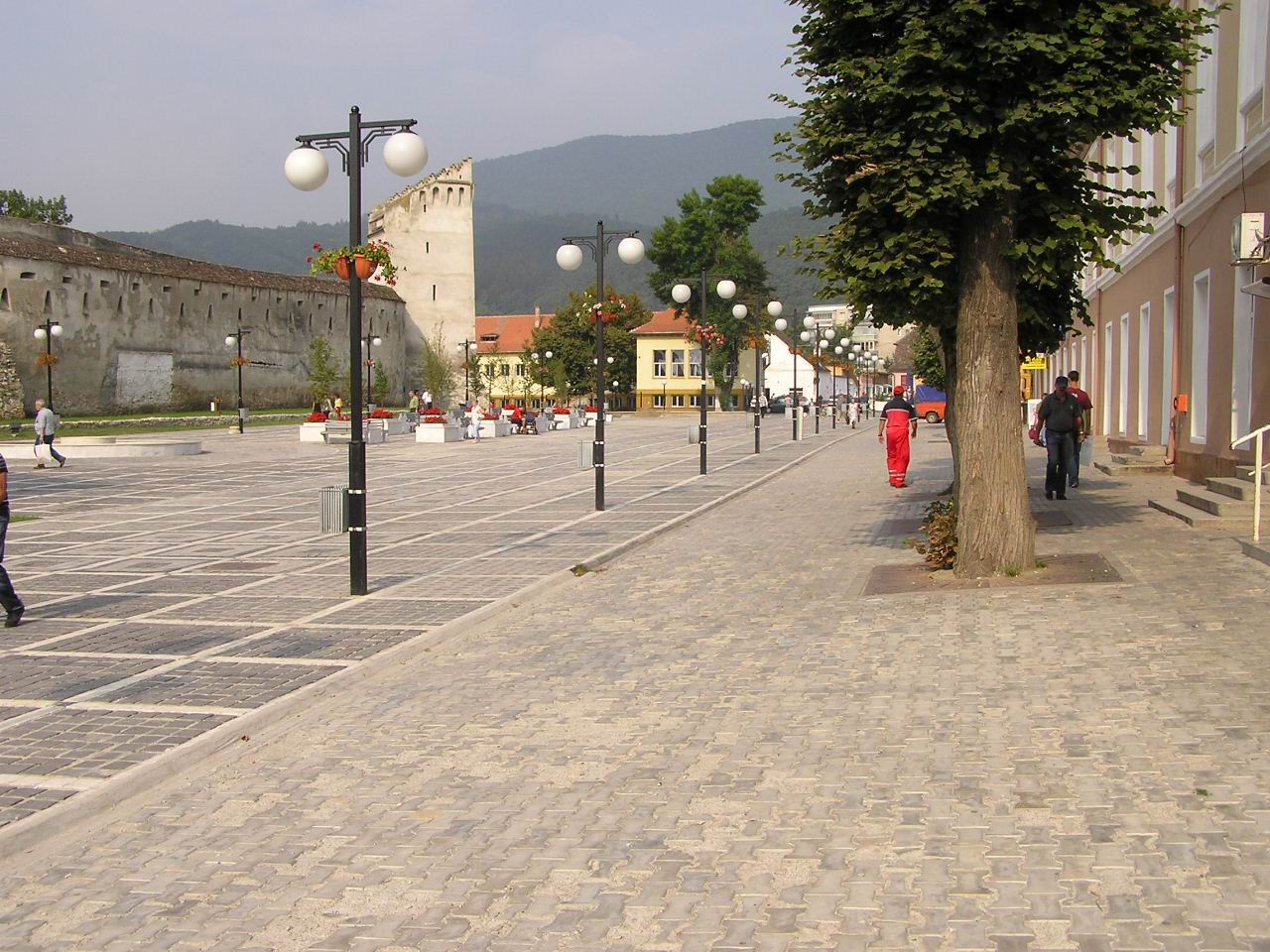
Noul centru, cu turnul țesătorilor
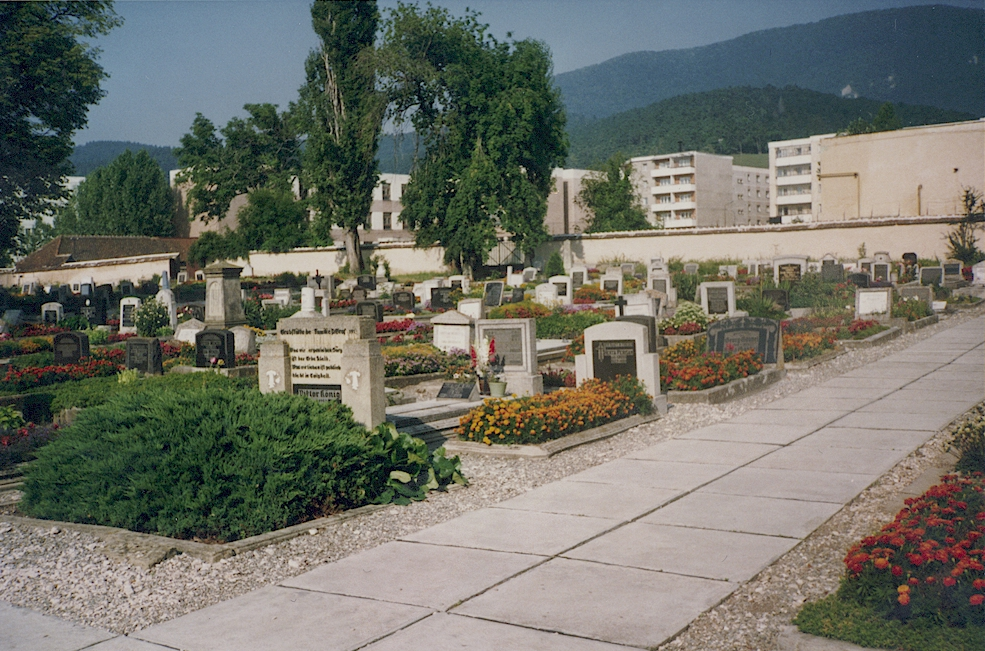
Cimitirul central Arhivat în 4 mai 2009, la Wayback Machine. (evanghelic), Codlea
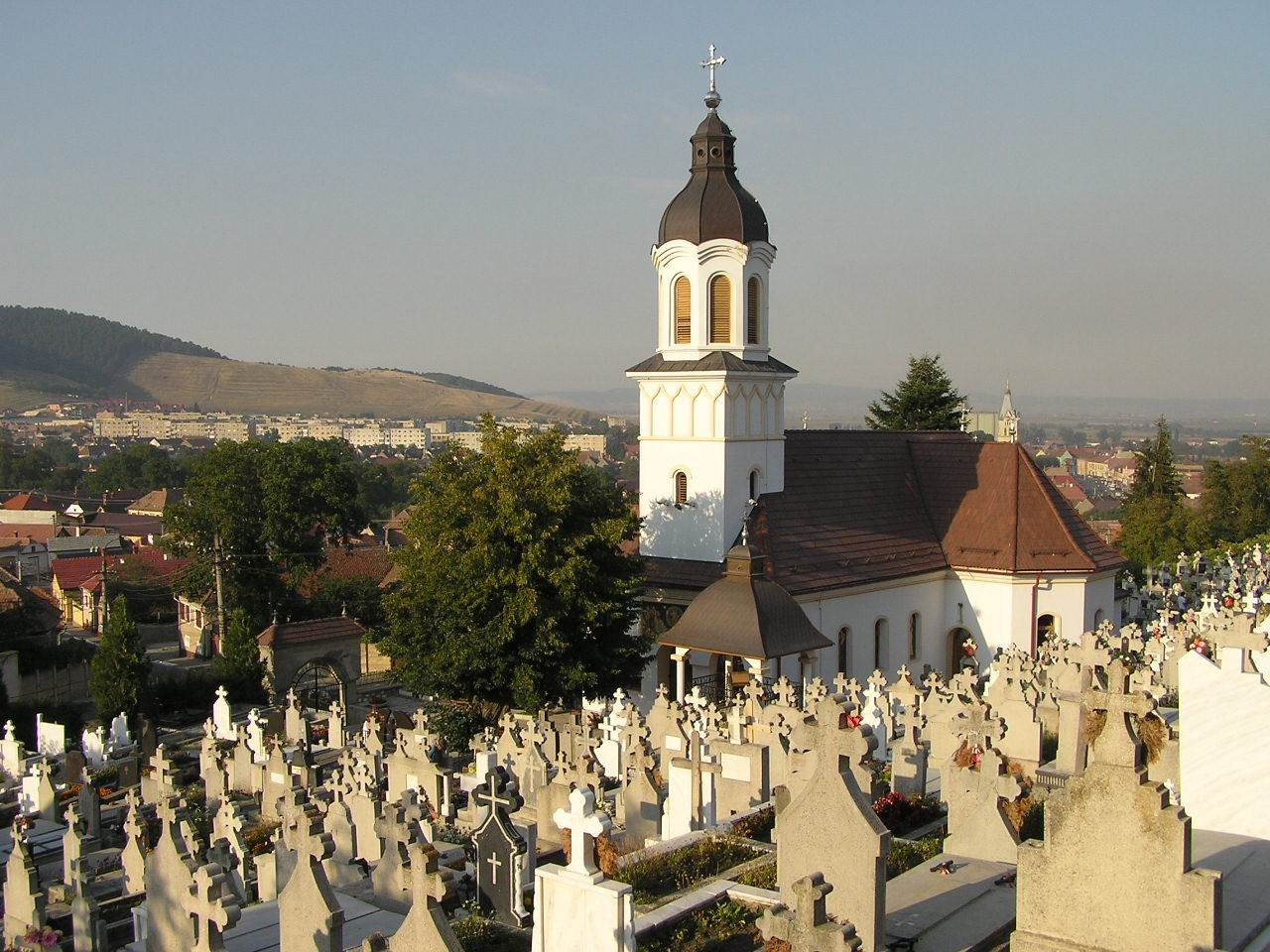
Biserica ortodoxă cu cimitir
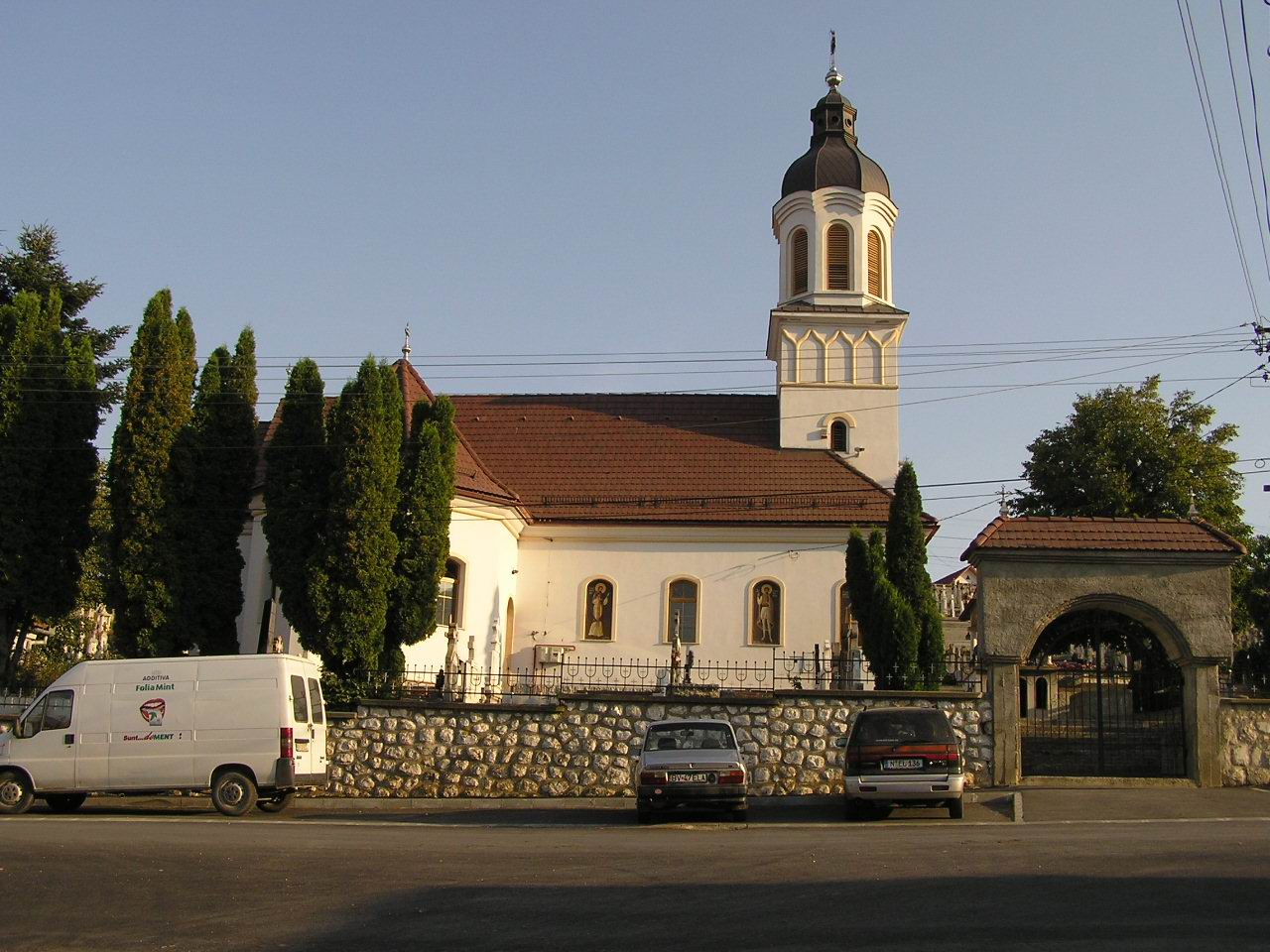
Biserica ortodoxă, privire din față
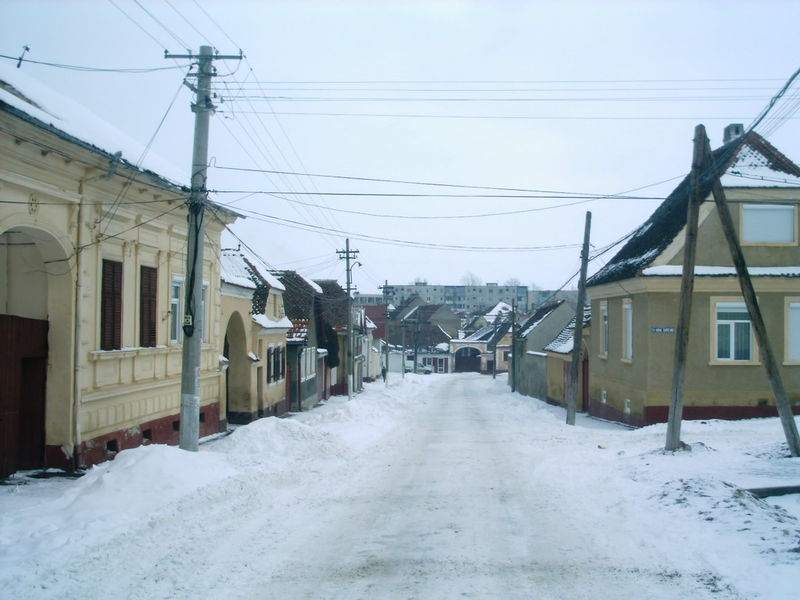
Strada Avram Iancu